# Piper corrugatum
Piper corrugatum är en pepparväxtart som beskrevs av Carl Ernst Otto Kuntze. Piper corrugatum ingår i släktet Piper och familjen pepparväxter. Inga underarter finns listade i Catalogue of Life.